# Groupe Maho
Pour les articles homonymes, voir Maho.
Maho Bâtiment est un groupe familial breton du secteur du bâtiment
Elle est spécialisée dans les domaines de la construction, l'extension et la rénovation.
Maho Bâtiment offre une expertise dans le domaine de la maçonnerie, charpente, menuiserie, isolation et ravalement.

## Histoire

Ancien logo.

Maho Bâtiment est une société de bâtiment créée en 1962 par Noël Maho et qui était basé à l’origine sur la commune de Saint-Barthélémy dans le Morbihan.
Aujourd’hui c’est une PME de près de deux cents salariés, qui regroupe neuf sociétés évoluant chacune sur un domaine d’activité qui lui est propre. Le siège social du Groupe Maho est situé à Baud.
Le groupe est aujourd’hui dirigé par Thierry Maho, le fils de Noël Maho, membre de la Fédération Morbihannaise du Bâtiment et des Travaux Publics.

### Depuis 1962 dans le bâtiment
Maho Bâtiment trouve ses origines dans l'artisanat du bâtiment, avec, tout au long des XVIIIe et XIXe siècles, une tradition familiale de charpentiers et de maçons exerçant pour leur propre compte.
Le 1er février 1962, Noël Maho crée l'entreprise éponyme Noël Maho à Saint-Barthélemy, en Morbihan. Elle est spécialisée en maçonnerie.
L'entreprise va se développer tout au long de la fin du XXe siècle, passer sans encombre la fin des Trente Glorieuses (1954 / 1974), la crise de la fin des années 1980, puis celle du début des années 1990.
Elle connaît un fort développement avec les dix glorieuses (1998 / 2008).
À la suite de la création de sa société, Noël Maho, par ailleurs maire de Saint-Barthélemy, reprend l'activité charpente-menuiserie d'un parent, ajoutant les activités de charpente et de menuiserie à ses propres compétences.
En 1989, Maho procède au rachat de l'entreprise Le Bâtiment Pontivyen établie à Pontivy.
En 1994 le groupe continue sa croissance externe par le rachat de la menuiserie Henrio, aujourd’hui nommée Maho Charpente Menuiserie.

### L'ère Thierry Maho
Après des études de comptabilité suivies à Ploemeur, Thierry, le fils de Noël, reprend, en 1998, la direction de l'entreprise. 
L'année 2001 verra la création la société Be Home Habitat à Plouharnel, spécialisée dans les constructions écologiques et bioclimatiques.
Ce sera également l'année de création de la société LSB, Location Service Bâtiment.
En 2003, le groupe s'enrichit d'une nouvelle structure, la SARL Maho Construction.
En 2006, quittant Saint-Barthélemy, Thierry Maho regroupe l'ensemble des services administratifs au sein d'un nouveau bâtiment, situé sur la zone de Ty er Douar, à Baud.
En 2010, la société Action Nature Bâtiment (ANB), spécialisée dans l'isolation écologique, est intégrée au groupe Maho.

## L'entrée dans la Construction durable
L'intérêt de l'ancien dirigeant, élu président de la FFB Morbihan en 2007, pour la Construction durable se traduit par un engagement important dans l'association bretonne EnviroBat et par l'obtention du Label " Bâtir avec l'Environnement".

### Sources et références
1. ↑  Sirene (registre national des sociétés).
2. ↑  « Le groupe Maho a 60 ans », sur actu.fr (consulté le 13 avril 2023)
3. ↑  « Bâtiment Pontivyen. Le groupe Maho prend la main », Le Telegramme,‎ janvier 2012 (lire en ligne)
4. ↑  http://www.envirobat.asso.fr/06_bibliotheque/Guide/Exe-Guide-HQE-chap3.pdf
5. ↑  http://www.actualites-news-environnement.com/18459-batir-environnement-possible-ffb.html